# Li Wenwen
Li Wenwen (chiń. 李雯雯; pinyin Lǐ Wénwén); ur. 5 marca 2000 w Anshan) – chińska sztangistka,dwukrotna mistrzyni olimpijska, mistrzyni świata i Azji.
W kwietniu 2019 roku zdobyła złoty medal mistrzostw Azji, uzyskując wynik 322 kg w dwuboju. We wrześniu tego samego roku zdobyła złoty medal na mistrzostwach świata w Pattayi, uzyskując wynik 332 kg w dwuboju. W 2021 ponownie została mistrzynią Azji, jednocześnie na tych mistrzostwach ustanowiła z wynikiem 335 kg nowy rekord świata w dwuboju.
Również w 2021 roku, brała udział w letnich igrzyskach olimpijskich w Tokio. Wywalczyła tam złoty medal, jednocześnie ustanawiając rekordy olimpijskie w rwaniu, podrzucie i dwuboju.

## Osiągnięcia
| Rok  | Zawody               | Miasto   | Miejsce | Kategoria | Wynik  |
| ---- | -------------------- | -------- | ------- | --------- | ------ |
| 2019 | Mistrzostwa Azji     | Ningbo   | 1       | +87 kg    | 322 kg |
| 2019 | Mistrzostwa świata   | Pattaya  | 1       | +87 kg    | 332 kg |
| 2021 | Mistrzostwa Azji     | Taszkent | 1       | +87 kg    | 335 kg |
| 2021 | Igrzyska olimpijskie | Tokio    | 1       | +87 kg    | 320 kg |
| 2022 | Mistrzostwa świata   | Bogota   | 1       | +87 kg    | 311 kg |
| 2023 | Mistrzostwa Azji     | Jinju    | 1       | +87 kg    | 315 kg |
| 2024 | Igrzyska olimpijskie | Paryż    | 1       | +81 kg    | 309 kg |